# ویسنک مارتینز
ویسنک مارتینز (انگلیسی: Vicenç Martínez; ۱۲ ژانویهٔ ۱۹۲۵ – ۲ اکتبر ۲۰۱۸) بازیکن فوتبال اهل اسپانیا بود.
از باشگاه‌هایی که در آن بازی کرده‌است می‌توان به باشگاه فوتبال بارسلونا اشاره کرد.